# Ryan Phillippe
Matthew Ryan Phillippe (født 10. september 1974) er en amerikansk skuespiller.
Har medvirket i blandt andet følgende film: I Know What You Did Last Summer, Cruel Intentions, Antitrust, Igby Goes Down og Crash.

## Privatliv
Han var gift med skuespillerinden Reese Witherspoon fra 1999 til 2007. De har 2 børn sammen.[kilde mangler]